# Kim Shattuck
Kimberly Dianne "Kim" Shattuck, född 17 juli 1963 i Los Angeles, Kalifornien, död 2 oktober 2019 i Los Angeles, var en amerikansk artist. Hon var sångerska i rockbandet The Muffs och tillika dess grundare.
Mellan 1985 och 1990 var hon medlem i rockbandet The Pandoras. 2001 var hon sångerska, gitarrist och låtskrivare i gruppen The Beards. Den 1 juli 2013 blev Shattuck medlem i det alternativa rockbandet Pixies, där hon tog över efter Kim Deal. Dock meddelade Shattuck den 29 november samma år att hon hade blivit avskedad från bandet. Hon uppgav att hon var besviken över detta beslut, men att hon istället skulle fokusera sin tid och kraft på The Muffs. Shattuck blev meddelad beslutet per telefon av Pixies manager och hon har sagt att hon inte var säker på exakt varför Pixies inte längre ville ha med henne i bandet, men att hon trodde att det inte hade så mycket med henne att göra. Black Francis har sagt att han inte såg beslutet att avskeda Shattuck som särskilt omtumlande utan att det fanns personliga anledningar bakom detta beslut. Shattucks roll i Pixies togs senare över av Paz Lenchantin.
Shattuck har även sjungit låtar som "Lori Meyers" (av NOFX), "I'll Always Remember You (That Way)" (av Bowling for Soup) och "This Friend of Mine" (med Kepi Ghoulie).